# Alta Badia

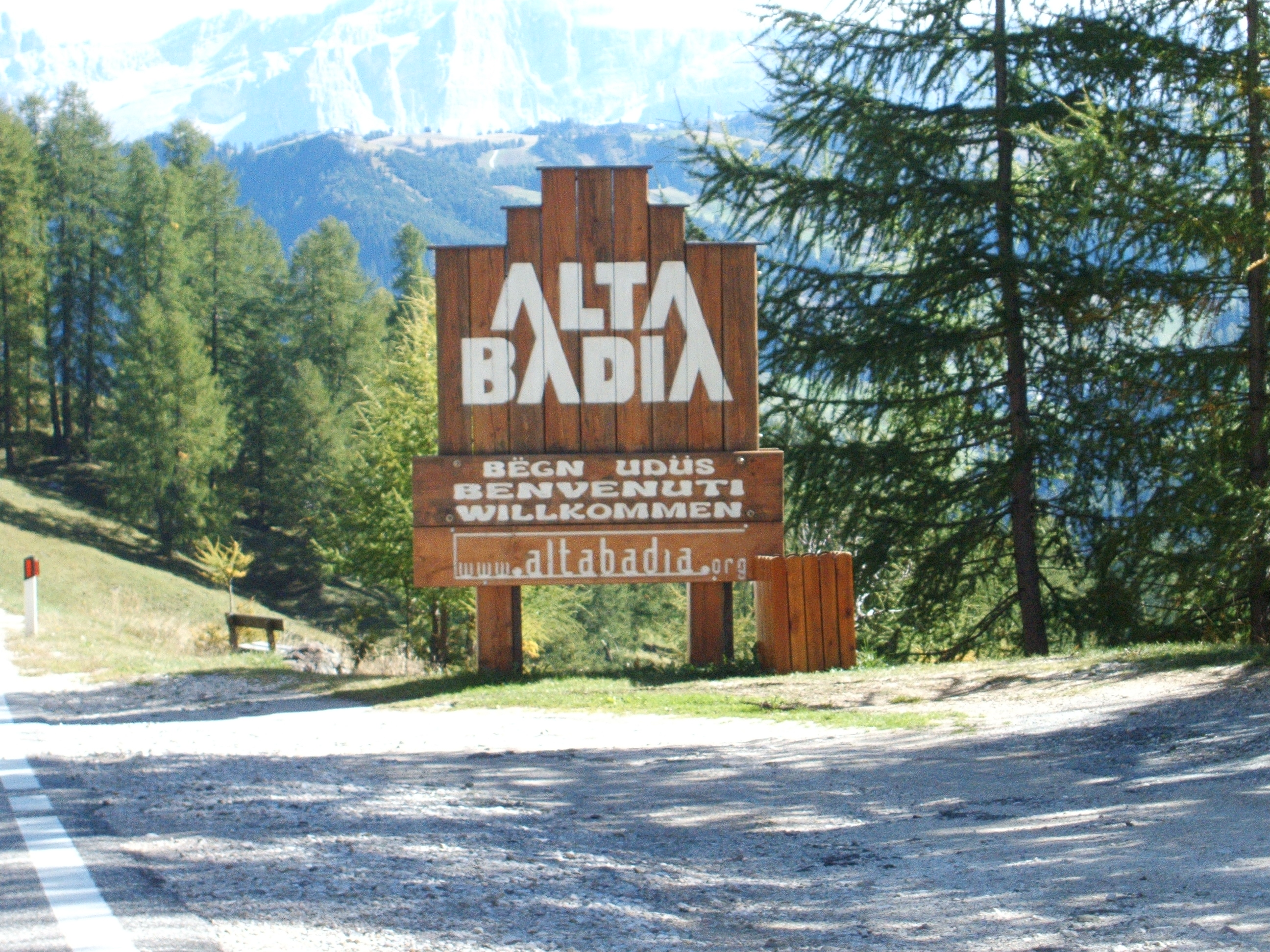
El cartel trilingüe de inicio de Alta Badia, por Passo Gardena.

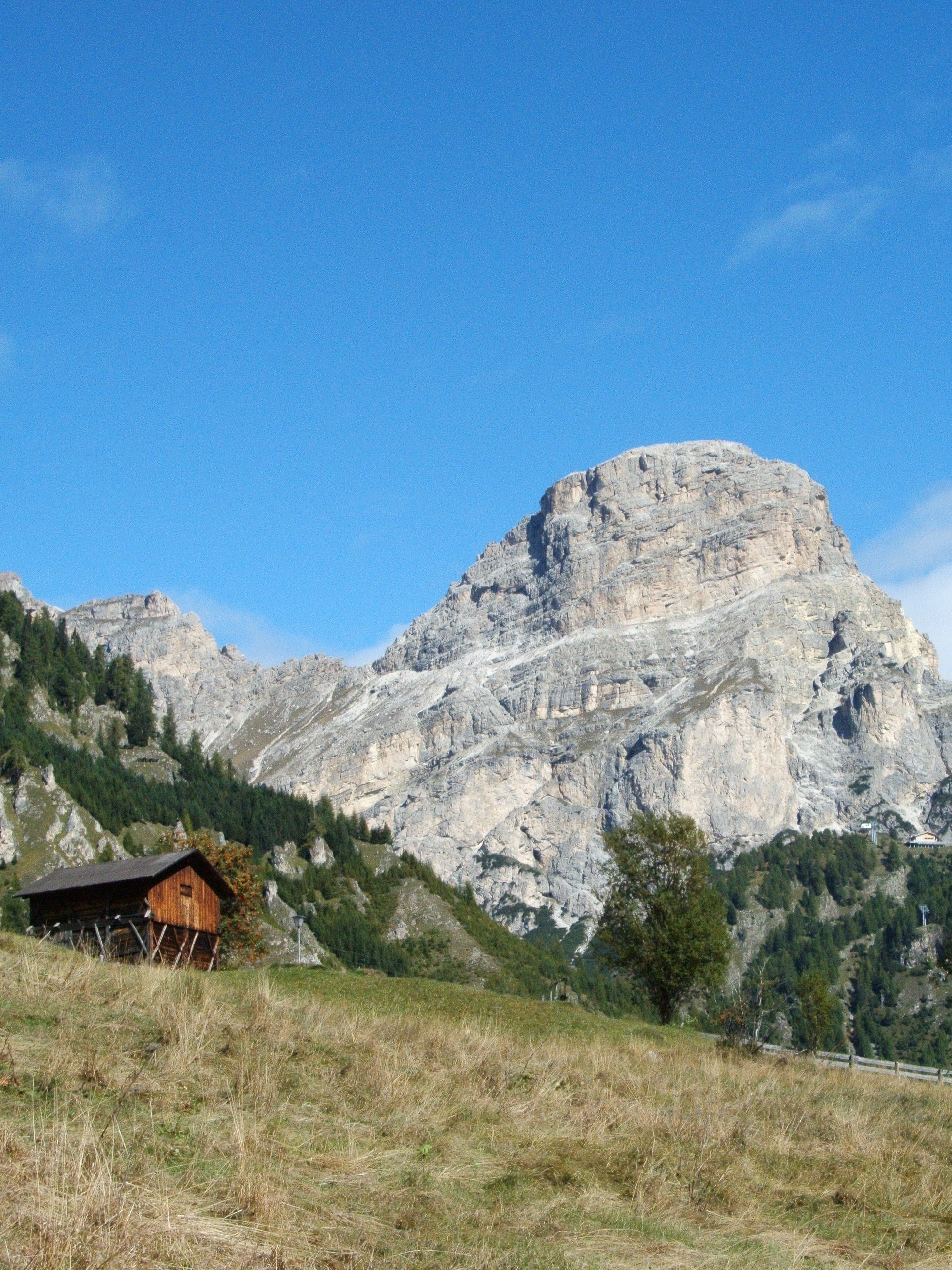
Montañas de la Val Badia vistas desde el Passo Gardena.

La Alta Badia es un complejo turístico italiano formada por los municipios de la Provincia autónoma de Bolzano, Región Trentino-Alto Adigio, de Corvara in Badia, Badia y La Valle. 
Ocupa el lado meridional de Val Badia.
La población autóctona de este valle tiene por lengua materna al ladino (aproximadamente 85-90% de sus habitantes). El valle es oficialmente trilingüe y todos los nombres se escriben en ladino, alemán e italiano.
Es famoso por celebrar también una prueba de la Copa del Mundo de esquí alpino. Su pista negra, la "Gran Risa", tiene una de las pendientes de slalom gigante más complicadas.

## Ferrata Alta Badia
Alta Badia ofrece a los amantes de la montaña varias posibilidades, entre ellas algunas de las más famosas vías ferratas en los Dolomitas. 
Las más conocidas son: Ferrata Tridentina, Ferrata Schuster y Ferrata delle Trincee.